# Schweinegg (Eisenberg)
Schweinegg ist ein Ortsteil der Gemeinde Eisenberg im schwäbischen Landkreis Ostallgäu. Der Weiler liegt circa eineinhalb Kilometer nordwestlich von Zell.

## Baudenkmäler
Siehe auch: Liste der Baudenkmäler in Schweinegg
- Katholische Kapelle St. Rasso